# Adri Duyker
Adri Duyker (ur. 13 października 1946 w Beverwijk) – holenderski kolarz szosowy, srebrny medalista mistrzostw świata.

## Kariera
Największy sukces w karierze Adri Duyker osiągnął w 1971 roku, kiedy wspólnie z Fedorem den Hertogiem, Fritsem Schürem i Aadem van den Hoekiem zdobył srebrny medal w drużynowej jeździe na czas na mistrzostwach świata w Mendrisio. W tej samej konkurencji Holendrzy w składzie: Fedor den Hertog, Popke Oosterhof, Tino Tabak i Adri Duyker zdobyli też brązowy medal podczas rozgrywanych rok wcześniej mistrzostw świata w Leicester. Ponadto w 1970 roku był trzeci w wyścigu Gandawa-Wevelgem, a rok później był drugi w Ronde van Noord-Holland i wygrał wyścig Ruiter-Waasmunster. Nigdy nie wystąpił na igrzyskach olimpijskich.